# Verwaltungsgericht des Saarlandes

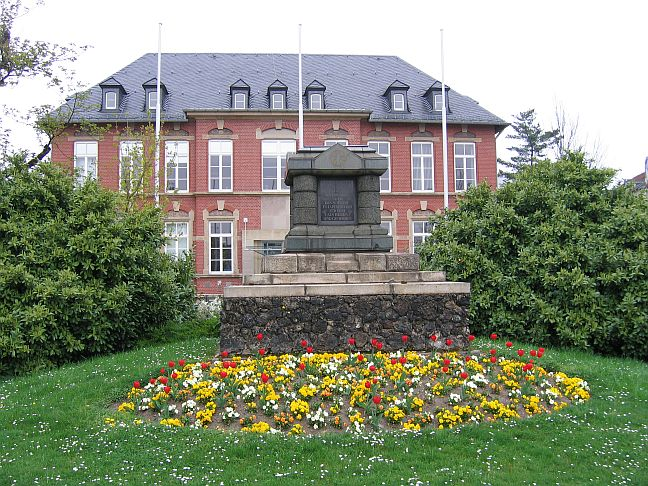
Verwaltungsgericht in Saarlouis

Das Verwaltungsgericht des Saarlandes ist das einzige Verwaltungsgericht (VG) des Bundeslandes Saarland.

## Gerichtssitz und -bezirk
Es hat seinen Sitz in Saarlouis. Gerichtsbezirk ist das gesamte Gebiet des Bundeslandes.

## Instanzenzug
Das VG ist dem Oberverwaltungsgericht des Saarlandes untergeordnet. Diesem übergeordnet ist das Bundesverwaltungsgericht.

## Leitung
Präsidentin des VG ist seit 2014 Astrid Haas. Ein früherer Präsident war Kurt Thürk.